# Zilog Z180

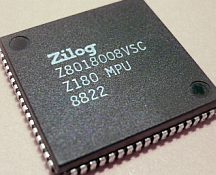
Äldre Z180 i PLCC kapsling (de mindre och tunnare QFP och LQFP typerna är vanligare idag).

Zilog Z180 är en förbättrad version av Z80. Den är kompatibel med den stora mängd programvara som finns utvecklad för Z80. Z180 klarar högre klockfrekvens (33 MHz, mot 20 MHz för Z80) och har även i övrigt något bättre prestanda. Den har också integrerade stöd- och periferifunktioner som klockgenerator, 16-bitars räknare/timer, fler avbrottsnivåer, wait-stategenerator, asynkrona och synkrona seriekanaler samt en DMA-enhet. Den inbyggda minneshanteringen (MMU) kan direkt adressera 1 MB minne. Det är också möjligt att konfigurera Z180 som den snarlika men ej identiska Hitachi HD64180, (den lilla skillnaden ligger i bussprotokollet).
| Typ    | Klockfrekvens [MHz] | Timer | I/O              | Kommunikation       | Övrigt                                                      |
| Z80180 | 6, 8, 10            | 2     | N/S              | CPU                 | 1MB MMU, 2xDMA's, 2xUARTs                                   |
| Z80181 | 10                  | 1     | 16               | CPU                 | 1MB MMU, 2xDMA's, 2xUARTs                                   |
| Z80182 | 16, 33, 20          | 0     | Clock Serial, 24 | ESCC, CSIO, UART    | S180 Megacell, 2xESCC channels, 16550 MIMIC                 |
| Z80195 | 20, 33              | 4     | 7/24             | SCC, CSIO, UART     |                                                             |
| Z8L180 | 20                  | 2     | Clock Serial     | CSIO, UART          | 1MB MMU, 2xDMA's, 2xUARTs, 3.3V Operation                   |
| Z8L182 | 20                  | 0     | Clock Serial     | ESCC, CSIO, UART    | S180 Megacell, 2xESCC channels, 16550 MIMIC, 3.3V operation |
| Z8S180 | 10, 20, 33          | 2     | Clock Serial     | UART, DMA, I2C, SPI | 1MB MMU, 2xDMA's, 2xUARTs                                   |